# Surinamische Badmintonmeisterschaft 2024
Die Surinamische Badmintonmeisterschaft 2024 fand vom 2. bis zum 3. November 2024 in Paramaribo statt. 

## Sieger und Platzierte
| Disziplin    | Gold                             | Silber                          | Bronze                           |
| ------------ | -------------------------------- | ------------------------------- | -------------------------------- |
| Herreneinzel | Sören Opti                       | Danny Chen                      | Darren Van De Leuv               |
| Herreneinzel | Sören Opti                       | Danny Chen                      | Quinn Van De Leuv                |
| Herrendoppel | Sören Opti Mitchel Wongsodikromo | Dylan Darmohoetomo Jair Naipal  | Gilmar Jones Dion Sjauw Mook     |
| Herrendoppel | Sören Opti Mitchel Wongsodikromo | Dylan Darmohoetomo Jair Naipal  | Roche Young A Fat Kevin Zou      |
| Damendoppel  | Crystal Leefmans Chan Chan Yang  | Megan Peng Priscille Tjitrodipo | Faith Sariman Sion Zeegelaar     |
| Mixed        | Rivano Bisphan Sion Zeegelaar    | Gilmar Jones Chan Chan Yang     | Mitchel Wongsodikromo Fiona Li   |
| Mixed        | Rivano Bisphan Sion Zeegelaar    | Gilmar Jones Chan Chan Yang     | Dion Sjauw Mook Crystal Leefmans |